# Karl Emmerich I. von Hagen

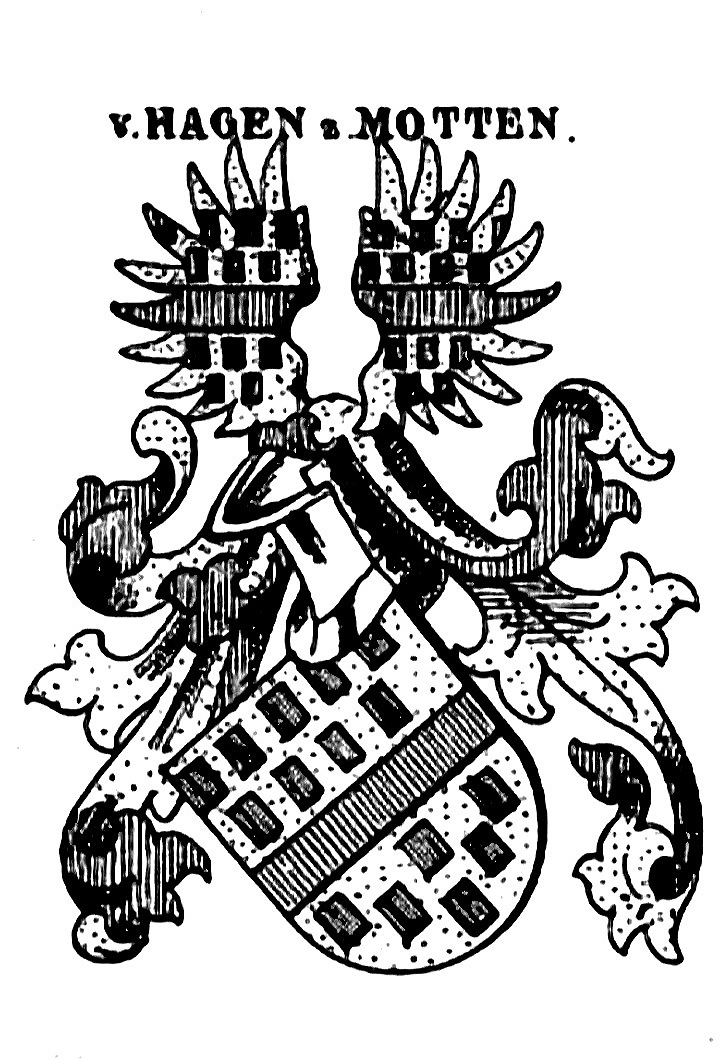
Familienwappen derer von Hagen zur Motten

Karl Emmerich I. von Hagen zur Motten (* 28. Oktober 1690 auf Schloss La Motte; † 30. Oktober 1733 in Regensburg) war ein deutscher römisch-katholischer Geistlicher, Kammerherr und Domherr in Eichstätt und Regensburg.

## Leben

### Herkunft und Familie
Karl Emmerich I. von Hagen entstammte dem Adelsgeschlecht Hagen zur Motten, das seinen Stammsitz seit 1300 auf dem Schloss La Motte hatte. Er war der Sohn des Freiherrn Johann Heinrich II. von Hagen zur Motten (1640/43–1716) und dessen Gemahlin Juliane Felicitas von Löwenstein-Randeck (1645/46–1714) und wuchs mit fünf Schwestern und sechs Brüdern, darunter Johann Wilhelm Ludwig (1673–1750, Reichshofrat) und Johann Hugo (1678–1735, Dompropst in Eichstätt), auf.

### Wirken
Am kurfürstlichen Hof in Mainz war Karl Emmerich eingesetzt, als er das Jesuitengymnasium in Mainz besuchte. Mit dem Erhalt der Tonsur am 17. Januar 1707 in der Stiftskirche St. Maria ad Gradus in Mainz 
bereitete er sich auf ein geistliches Leben vor. Am 10. Januar 1710 wurde er zum Domherrn in Regensburg  ernannt und am 12. April dort aufgeschworen. Dabei wurde die Stiftsfähigkeit durch den Nachweis seiner adeligen Abstammung über viele Generationen festgestellt. Im selben Jahr unterstützte er seinen Bruder Johann Hugo bei der Renovierung des Schlosses La Motte. 
Am 29. Dezember 1712 erhielt er die Ernennung zum Domherrn in Eichstätt.
Am 9. September 1718 wurde er unter dem sächsischen Kurfürsten und polnischen König August der Starke zum Königlich-Polnisch-Kursächsischen Kammerherrn ernannt. 
Seine Weihe zum Subdiakon in Eichstätt fiel auf den 16. Juli 1719. Im Jahr darauf übernahm er ein Domkanonikat in Regensburg und wechselte Ende Juli 1725 als Kanoniker nach Eichstätt, wo er am 3. Juli 1726 ein Domkanonikat übernahm.
In den Jahren von 1722 bis 1731 nahm er an zahlreichen Wallfahrten nach Prag teil. Am 16. März 1731 wurde er zum Priester geweiht und übte das Amt bis zu seinem Tode aus.
Er fand in der Katharinenkapelle im Regensburger Dom seine letzte Ruhestätte. 